# Challenger de Helsinki 2024
El torneo HPP Open 2024 fue un torneo de tenis perteneció al ATP Challenger Tour 2024 en la categoría Challenger 125. Se trató de la 5ª edición; el torneo tuvo lugar en la ciudad de Helsinki (Finlandia), desde el 4 hasta el 10 de noviembre de 2024 sobre pista dura bajo techo.

## Jugadores participantes del cuadro de individuales
| Preclasificado | País                    | Jugador             | Rank1 | Posición en el torneo |
| 1              | Bandera de Canadá       | Gabriel Diallo      | 89    | Baja                  |
| 2              | Bandera de Croacia      | Borna Ćorić         | 95    | Baja                  |
| 3              | Bandera de Finlandia    | Otto Virtanen       | 96    | Cuartos de final      |
| 4              | Bandera del Reino Unido | Jacob Fearnley      | 98    | Cuartos de final      |
| 5              | Bandera de Italia       | Luca Nardi          | 102   | FINAL                 |
| 6              | Bandera de Kazajistán   | Mikhail Kukushkin   | 110   | Primera ronda         |
| 7              | Bandera de Suiza        | Jérôme Kym          | 134   | Segunda ronda         |
| 8              | Bandera de Alemania     | Maximilian Marterer | 137   | Segunda ronda         |

- 1 Se ha tomado en cuenta el ranking del 28 de octubre de 2024.

### Otros participantes
Los siguientes jugadores recibieron una invitación (wild card), por lo tanto ingresan directamente al cuadro principal (WC):
- Patrick Kaukovalta
- Oskari Paldanius
- Oliver Ojakäär

Los siguientes jugadores ingresan al cuadro principal tras disputar el cuadro clasificatorio (Q):
- Nicolás Álvarez Varona
- Geoffrey Blancaneaux
- Alexis Gautier
- Sandro Kopp
- Max Hans Rehberg
- Abdullah Shelbayh

## Campeones

### Individual Masculino
- Kei Nishikori derrotó en la final a  Luca Nardi por 3–6, 6–4, 6–1

### Dobles Masculino
- Filip Bergevi /  Mick Veldheer derrotaron en la final a  Romain Arneodo /  Théo Arribagé por 3–6, 7–6(5), [10–5]